# Funiculaire de Cairngorm Mountain
Pour les articles homonymes, voir Cairngorm.
Le Funiculaire de Cairngorm Mountain est un funiculaire situé à Cairngorm Mountain dans la chaîne de montagne des Cairngorms près d'Aviemore en Écosse au Royaume-Uni. Inauguré en 2002, il s'agit de la remontée mécanique principale du domaine skiable de Cairngorm Mountain.

## Description de la ligne
Le Funiculaire de Cairngorm fut ouvert au public le 24 décembre 2001 en remplaçant un ancien télésiège 2 places de 1960, il permet d’accéder au sommet de la station près du sommet du Cairn Gorm. La ligne présente une longueur de 1 982 mètres avec une dénivelé de 452 mètres, elle est presque entièrement construite sur un viaduc de béton (pour limiter l'impact environnemental) à l'exception des 300 derniers mètres en amont où la ligne est recouverte par un tunnel. L'écartement large de 2 000 mm fut choisi pour que les trains du funiculaire possèdent une grande résistance au vent.
Le funiculaire fonctionne tout au long de l'année. Il permet de transporter les skieurs en hiver et les touristes ou randonneurs le reste de l'année.
La gare aval nommée Day Lodge & Funicular Base Station est située au pied de la station à 645 mètres d'altitude à proximité du parking, des bâtiments d'accueil de la station et du téléski Day Lodge.
La gare intermédiaire nommée Sheiling Mid Station est située à 760 mètres d'altitude à proximité des téléskis M1 et Coire Cas.
La gare amont nommée Ptarmigan Station est située à 1 097 mètres d'altitude en contrebas du sommet du Cairn Gorm. La gare possède une boutique, un restaurant et un petit musée de la montagne. En hiver les skieurs peuvent redescendre tout en bas de la station par les pistes et le reste de l'année, les touristes peuvent profiter de la vue panoramique,.